# Бело поле (област Видин)
Вижте пояснителната страница за други значения на Бело поле.
Бѐло полѐ е село в Северозападна България. То се намира в община Ружинци, област Видин.

## История
При избухването на Балканската война един човек от Бело поле е доброволец в Македоно-одринското опълчение.
По време на колективизацията в селото е създадено Трудово кооперативно земеделско стопанство „Мичурин“ по името на съветския агроном Иван Мичурин. Макар през 1946 година 90% от избирателите в селото да гласуват за комунистите, делът им през 1949 година спада до 58%, въпреки забраната на опозицията и масирания натиск на режима.

## Население
Преброяване на населението през 2011 г.
Численост и дял на етническите групи според преброяването на населението през 2011 г.:
|                     | Численост | Дял (в %) |
| Общо                | 744       | 100,00    |
| Българи             | 345       | 46,37     |
| Турци               | 0         | 0,00      |
| Цигани              | 390       | 52,41     |
| Други               | 0         | 0,00      |
| Не се самоопределят | 8         | 1,07      |
| Неотговорили        | 0         | 0,00      |